# Silvia Campos
Silvia Campos (24 de setembro de 1973) é uma atriz e cantora mexicana.

## Filmografia

### Televisão
- Mujer, casos de la vida real (1997)
- Mi querida Isabel (1996) - Mary
- Agujetas de color de rosa (1994) - Marsela
- María Mercedes (1992) - Diana San Román
- La pícara soñadora (1991) - Bárbara
- Un rostro en mi pasado (1990) - Yolanda
- Simplemente María (1989)
- Dulce desafío (1988)